# Microcrambus tactellus
Microcrambus tactellus là một loài bướm đêm trong họ Crambidae.